# آکادمی ملی هنرهای نمایشی آ.س.ت. در کراکوف
آکادمی ملی هنرهای نمایشی آ.س.ت. در کراکوف (لهستانی: Akademia Sztuk Teatralnych w Krakowie؛ ‏انگلیسی: AST National Academy of Theatre Arts in Kraków) که به‌اختصار آ. س.ت. نامیده می‌شود، یک دانشکدهٔ تئاتر و هنرهای نمایشی در شهرهای کراکوف و وروتسواف است که توسط یولیوش اوستِـروا در سال ۱۹۴۶ پایه‌گذاری شد. حامی معنوی این مرکز آموزشی استانیسواف ویسپیانسکی است.

## دانش‌آموختگان مشهور
- زبیگنیف سیبولسکی
- یرژی گروتوفسکی
- اوا دمارچک
- یرژی اشتور
- ماچئی اشتور
- وویچیخ پشونیاک
- تامارا آرچیوخ
- بارتوش بیلنیا
- پاوئو دلانگ
- آنا دیمنا
- ماریان جنجل
- یان فریچ
- روما گونشوروفسکا
- یاکوب گیرشائو
- کشیشتف گلوبیش
- آندژی گرابوفسکی
- گوستاف هولوبک
- کالینا یندروشیک
- توماش کارولاک
- توماش کُت
- یولیا کرینکه
- باربارا کوژای
- یان نووینسکی
- مایا اوشتاشفسکا
- یان پشِـک
- کشیشتف پیه‌چینسکی
- یاتسک پونیه‌جاویک
- وویچیخ پشونیاک
- یژی ترلا
- لخ دیبلیک